# Júnior Díaz
Júnior Enrique Díaz Campbell (San José, 12. rujna 1983.) bivši je kostarikanski nogometaš i nacionalni reprezentativac. Sin je bivšeg kostarikanskog reprezentativca Enriquea Díaza.

## Karijera
Júnior Díaz je obrambeni igrač koji je nogometnu karijeru započeo 2003. u Heredianu. 2007. je potpisao za poljsku Wisłu Kraków s kojom je osvojio dva uzastopna naslova poljskog prvaka. Nakon toga Díaz prelazi u Club Brugge a nakon jedne sezone klub ga šalje na posudbu natrag u Wislu s kojom 2011. osvaja svoj treći naslov prvaka.
2012. postaje igrač njemačkog bundesligaša 1. FSV Mainz 05.
U ljeto 2015. postaje igrač njemačkog tek promoviranog bundesligaša Darmstadta.
Díaz je debitirao za kostarikansku reprezentaciju u prijateljskoj utakmici protiv Kine 7. rujna 2003. Sljedeće godine je s reprezentacijom nastupio na Olimpijadi u Ateni dok je na Copa Américi igrao u drugom poluvremenu utakmice protiv Čilea. Na UNCAF-ovom Kupu nacija 2005. odigrao je sve četiri utakmice za Kostariku. Također, Júnior Díaz je bio član reprezentacije koja je 2005., 2011., 2013. i 2015. igrala na Gold Cupu.

### Pogodci za reprezentaciju
| #  | Nadnevak            | Mjesto              | Protivnik | Pogodak | Rezultat | Natjecanje            |
| -- | ------------------- | ------------------- | --------- | ------- | -------- | --------------------- |
| 1. | 15. listopada 2008. | San José, Kostarika | Haiti     | 1:0     | 2:0      | Prijateljska utakmica |

## Vanjske poveznice
- Profil na Transfermarktu
- Profil na Soccerwayu